# 涪阳镇
涪阳镇，是中华人民共和国四川省巴中市通江县下辖的一个乡镇级行政单位。2020年5月，撤销草池乡，将其所属行政区域划归涪阳镇管辖。

## 行政区划
涪阳镇下辖以下地区：
涪阳街道社区、龙头村、火石岭村、金家坪村、下江口村、石龙寺村、莲花洞村、斜滩河村和中码头村。